# Neuhausen ob Eck
Neuhausen ob Eck är en kommun och ort i Landkreis Tuttlingen i regionen Schwarzwald-Baar-Heuberg i Regierungsbezirk Freiburg i förbundslandet Baden-Württemberg i Tyskland.
Kommunen ingår i kommunalförbundet Tuttlingen tillsammans med staden Tuttlingen och kommunerna Emmingen-Liptingen, Rietheim-Weilheim, Seitingen-Oberflacht och Wurmlingen.